# Bejt Netofa
Bejt Netofa (hebr. בקעת בית נטופה, Bik'at Bejt Netofa; arab. البطوف, al-Batuf) – rozległa dolina położona w Dolnej Galilei, w północnej części Izraela.

## Geografia

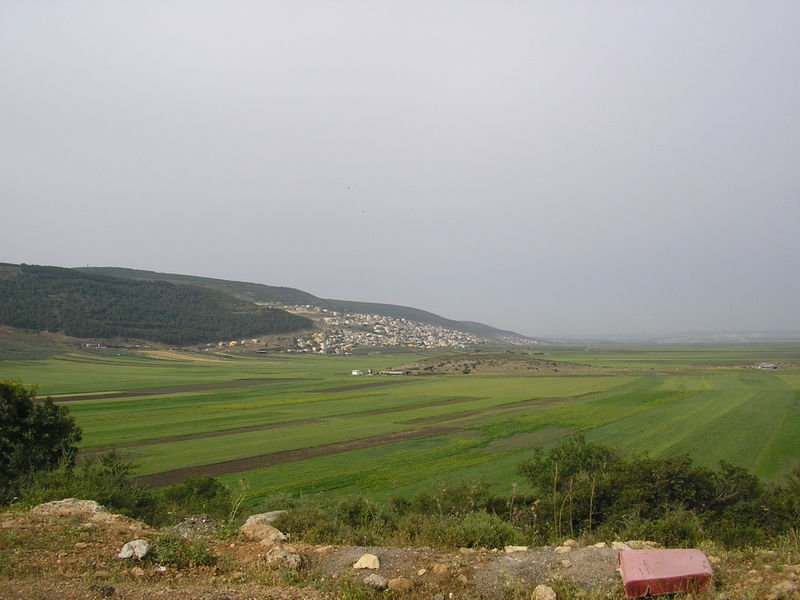
Dolina Bejt Netofa

Dolina Bejt Netofa jest największą doliną w Galilei – zajmuje powierzchnię 46 km². Jest ona położona w Dolnej Galilei, w północnej części Izraela. Dolina ma wydłużony kształt o orientacji wschód-zachód. Jej długość wynosi 16 km, a szerokość od 3 do 5 km. Jest otoczona ze wszystkich stron wzgórzami. Po stronie południowej znajduje się masyw góry Har Turan (548 metrów n.p.m.) i wzgórza będące północno-zachodnią krawędzią masywu górskiego Hare Nacerat, natomiast po stronie północnej rozciągają się góry Jatwat (do 500 m n.p.m.). Na północ od nich jest Dolina Sachnin. Na południowym wschodzie Dolina Bejt Netofa przechodzi w wąwozy płaskowyżu Sirin, przez które przebiega strumień Jiftach’el. Na wschodzie znajduje się wzgórze Tel Channaton, a za nim kolejne wzgórza przechodzące w masyw góry Nimrah (259 metrów n.p.m.) i Dolinę Bikat Turan. Dno doliny jest całkowicie płaskie i leży na wysokości około 150 metrów n.p.m. Do doliny spływają strumienie i potoki z okolicznych wzgórz, dzięki czemu jest ona wypełniona żyznymi osadami. W przeszłości stanowiła teren bagnisty, regularnie zalewany podczas pory deszczowej.
Na wschodniej krawędzi doliny znajduje się miasteczko Ajlabun. Na południowej krawędzi jest miasteczko Bu’ejne Nudżejdat, oraz wioski Uzajr, Rummana i Rummat al-Hajb. W wąwozach w południowo-zachodniej części doliny są kibuc ha-Solelim, moszawy Cippori, oraz wioska Hosza’aja. Na zachodniej krawędzi są miejscowość Bir al-Maksur i kibuc Channaton. Na północnej krawędzi jest miejscowość Kefar Maneda oraz wioska Dumajda.

## Historia
Proces zasiedlania doliny rozpoczął się w I wieku, w okresie panowania rzymskiego. Po upadku w 135 roku powstania Bar-Kochby, w tutejszych osadach schronili się żydowscy przywódcy i kapłani. W średniowieczu na obrzeżach doliny powstały arabskie osady rolnicze. Po I wojnie izraelsko-arabskiej po 1949 roku dołączyły do nich mniejsze osady żydowskie. Władze izraelskie przesiedliły także do tutejszych wiosek arabskich plemiona beduińskie z północy kraju.
Początkowo planowano przekształcenie całej zachodniej części doliny w duży zbiornik retencyjny, plan ten jednak nie został zrealizowany z powodu niestabilnego podłoża geologicznego. W 1964 roku wybudowano jednak kanał wodociągowy Mekorot, który doprowadza wodę z jeziora Tyberiadzkiego do położonego w zachodniej części doliny niewielkiego zbiornika retencyjnego Eszkol. Otwarty kanał ma długość 17 km, szerokość wynosi 19,4 metra, szerokość dna 12 m i głębokość 2,6 m. Zbiornik retencyjny Eszkol składa się w rzeczywistości z dwóch oddzielnych zbiorników, w których woda jest oczyszczana i sprawdzana przed transportem na południe kraju na pustynię Negew.

## Gospodarka
Gospodarka doliny opiera się na intensywnym rolnictwie.

## Transport
W południowo-zachodniej części doliny krzyżują się droga ekspresowa nr 77 z drogą nr 79. Wzdłuż zachodniej krawędzi doliny przebiega droga nr 784. Natomiast wzdłuż wschodniej granicy doliny biegnie droga nr 65.